# Chiltern Railways

Mapa de la red

Chiltern Railways es una operadora ferroviaria británica perteneciente a Arriva, que explota una concesión ferroviaria dentro del modelo de franquicias instaurado tras el proceso de privatización de British Rail. Es la operadora de los servicios ferroviarios de viajeros englobados dentro de la franquicia homónima, que abarca las relaciones de proximidad entre Londres Marylebone y toda el corredor de la autopista M40, a través de la Chiltern Main Line, además de ofrecer servicios considerados de larga distancia, de tipología Intercity. De esta forma, garantiza conexiones con Londres a ciudades como Aylesbury, Birmingham, Bicester, Banbury u Oxford. Vertebra por tanto los condados de Buckinghamshire, Oxfordshire, Warwickshire y West Midlands.

## Historia
La compañía comenzó a prestar servicio en 1996 a raíz del proceso de privatización acaecido en British Rail, mediante la empresa M40 Trains, que pertenece mayoritariamente a antiguos directivos de British Rail, completando el accionariado John Laing Group y 3i. El periodo de explotación de la franquicia era inicialmente de 7 años. En 1999 John Laing Group se hizo con el 84% del accionariado, manteniendo los antiguos directivos de British Rail el 16% restante.
En 2000 salió a concurso la franquicia, esta vez por un periodo de explotación de 20 años, que volvió a ganar M40 Trains, comenzando el periodo de vigencia en 2002 y a condición de destinar un plan de inversiones en el servicio. En 2002, John Laing Group se hizo con el 100% del accionariado de M40 Trains. En el año 2006, Henderson Group adquirió John Laing, pasando por tanto a ser el propietario de la franquicia.
En 2007 Henderson Group pone en venta Laing Rail, la división a la que se había vinculado Chiltern Railways. Tras varias ofertas, finalmente Deutsche Bahn adquiere Laing Rail, pasando Chiltern Railways a formar parte de DB Regio. Desde 2011, dentro de un proceso de reestructuración interna de Deutsche Bahn, la franquicia depende de otra filial, Arriva UK Trains.

## Servicios
El eje principal sobre el que pilota toda la explotación de la franquicia es la Chiltern Main Line, línea que conecta la estación londinense de Marylebone con Birmingham Snow Hill, y sirve a localidades intermedias como High Wycombe, Bicester, Banbury, Royal Leamington Spa o Warwick. Además, hay varios ramales que también son atendidos por Chiltern Railways, como la línea Bicester - Oxford, la línea Leamington Spa - Stratford-upon-Avon, o la que conecta Princes Risborough con Aylesbury. Existen varias tipologías de servicios:
- Trenes express. Son los únicos que recorren la línea completa hasta Birmingham, parando únicamente en las estaciones más importantes. También cubren trayectos como Londres - Oxford, con la misma estructura de explotación.
- Trenes semirrápidos, que realizan trayecto parciales (como Londres - Banbury/Stratford-upon-Avon) y efectúan parada en todas las estaciones de una parte de su trayecto, mientras que en determinados tramos (como la zona suburbana de Londres) únicamente se detienen en las estaciones principales.
- Trenes con paradas. Destinados a recorridos de proximidad, se detienen en todas las estaciones y apeaderos del itinerario. Cubren áreas cercanas a Londres con origen o destino en Marylebone. También se encuadraría dentro de esta categoría los servicios prestados en el ramal de Stratford-upon-Avon.

La otra línea principal donde presta servicio Chiltern Railways es en la Londres - Aylesbury (vía Amersham), donde se presta un servicio suburbano, de tipo cercanías, con una frecuencia estándar de 2 trenes por hora que van efectuando parada en todas las estaciones y apeaderos del trayecto. Un tren a la hora se prolonga desde Aylesbury hasta Aylesbury Vale Parkway, en las afueras de la ciudad.